# بابالی (خاچماز)
بابالی (به ترکی آذربایجانی: Babalı) یک منطقه مسکونی در جمهوری آذربایجان است که در شهرستان خاچماز واقع شده است.